# クルムバッハ
クルムバッハ (ドイツ語: Kulmbach, ドイツ語発音: [ˈkʊlmbax]) は、ドイツ、バイエルン州オーバーフランケン行政管区にあるクルムバッハ郡に属する大規模郡都市であり、同郡の郡庁所在地である。
バイロイトの北西、白マイン川沿いに位置している。この街はビールと粗挽きソーセージ（ブラートヴルスト）、それにプラッセンブルク城で知られている。城内には世界最大の錫人形コレクションを誇る錫人形博物館がある。

## 地理

### 市の構成
本市は、公式には76の地区 (Ort) からなる。このうち小集落や孤立農場などを除く集落を以下に列記する。
| - アイヒヒ - バウムガルテン - ブライヒ - ブルクハイク - ドンナースロイト - フォルストラーム - フランケンベルク - ゲスマンスロイト - グラーフェンドブラハ - ヘルラス - ヘーファーエンガー | - カッチェンロイト - カウエルンブルク - キルヒロイス - クルムバッハ - レーエンタール - ロイヒャウ - レーザウ - マンゲルスロイト - メルケンドルフ - ニーデルンドブラハ - オーバードルンラハ | - オーバープルバッハ - オーバーツェトリッツ - ザイデンホーフ - ウンタードルンラハ - ウンタープルバッハ - ウンターツェトリッツ - ヴァイアー - ヴィッケンロイト - ヴィントシェンハイク - ツィーゲルヒュッテン |

## 歴史
西暦900年頃には、現在のシュピーゲル地区に小さな集落があった。この地は林業の拠点であると同時に、マイン川渡河に対する防衛の前線拠点であった。この地は後にシュヴァインフルト伯の手に渡った。
クルムバッハの名は、1028年から1040年頃に書かれたアルクィンの聖書に「Kulma」として記載されており、これが最も古い史料である。この名前は、この地を流れ下る小川の名前（Culmin-aha, Culmna）に由来する。しかし、この小川は、後に誤解からKohlenbach（コーレンバッハ、炭の川）と改名されてしまった。
シュヴァインフルト伯家の断絶に伴い、クルムバッハは女性相続者ギーゼラによってディーセン＝アンデクス家のディーセン伯アルノルトのものとなった。ディーセン伯はさらにクルムバッハの周辺地域をも手に入れ、12世紀の前半に最初のプラッセンブルク要塞と現在「オベーレシュタット」（上の町）と呼ばれている市場および教会を建設した。アンデクス家は、1180年に神聖ローマ皇帝フリードリヒ1世によって帝国諸侯に採り上げられ、ヴェネツィアとトリエステの間に所領マラノ（現在のイタリア、ウーディネ県マラーノ・ラグナーレ）を与えられてメラニア公となった。1231年頃、クルムバッハは都市権を獲得した。現在ではその所在地が分からなくなってしまった古いプラッセンブルク要塞の代わりに、公爵は、クルムバッハにそびえるベルクシュポルン（シュポルン山）上に新しい城を建設した。最後のメラニエン公オットー2世が1248年に子供を遺さずに亡くなり、メラニア公爵家は断絶した。

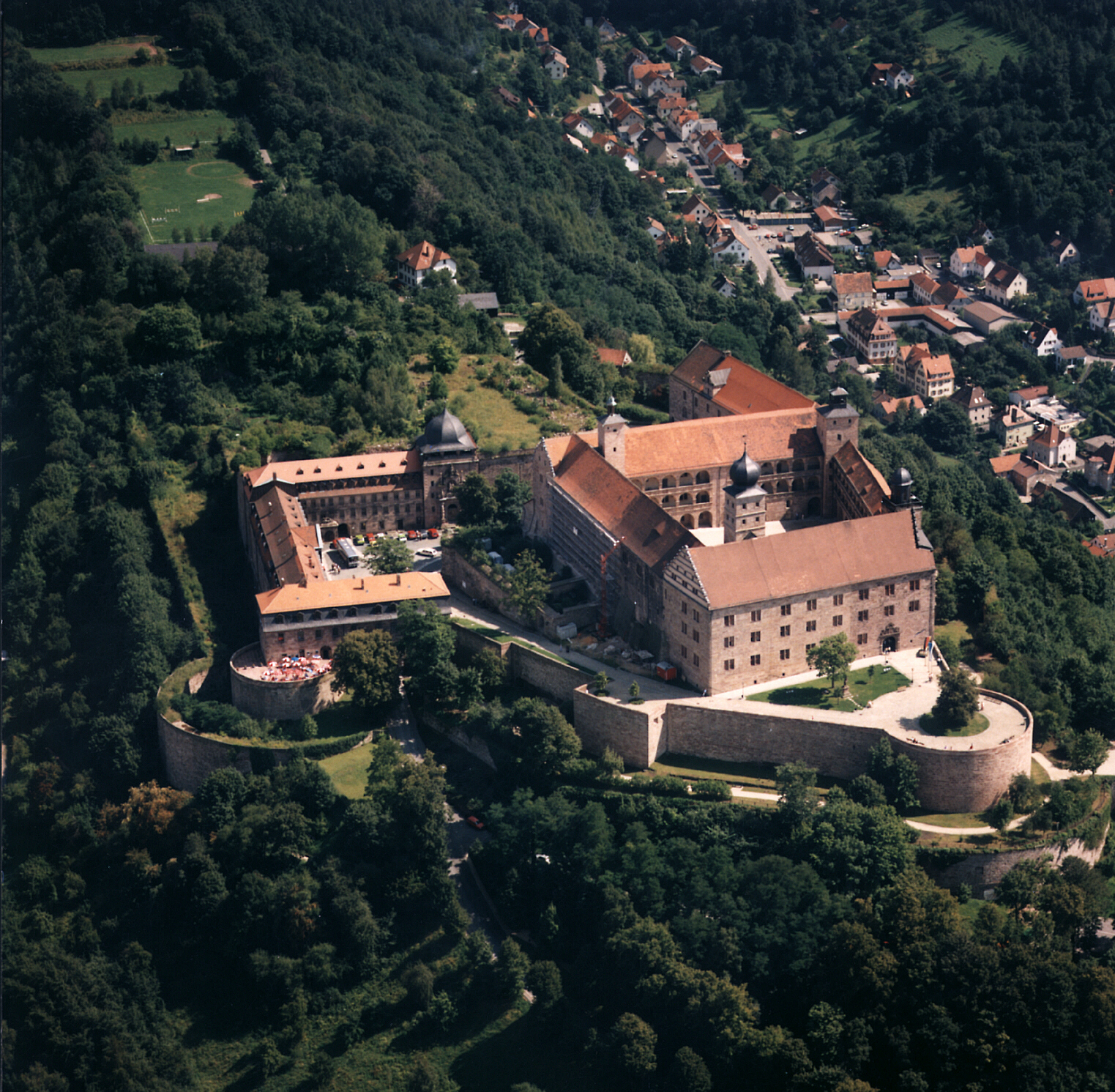
プラッセンブルク城

長年にわたる相続争いの後、1260年、プラッセンブルク城主、すなわちクルムバッハの領主にテューリンゲンのオーラミュンデ伯が就いた。オーラミュンデ伯は新しいプラッセンブルク城を完成させ、ヒンメルクロン修道院を創設した。しかし最後にはこの城と町を借金の担保にしてしまった。1340年に最後のオーラミュンデ伯が亡くなると、クルムバッハとプラッセンブルク城は、契約によりホーエンツォレルン家一門のニュルンベルク城伯のものとなった。この後17世紀まで、プラッセンブルク城は城伯の宮廷所在地、あるいは後にはホーエンツォレルン家のクルムバッハ侯領（ブランデンブルク＝クルムバッハ侯領、1604年以降はブランデンブルク＝バイロイト侯領ともいう）の首都であった。
バンベルク、ニュルンベルク、エーガー（現在のチェコ領ヘプ）、ホーフ及びライプツィヒを結ぶ古い通商路沿いという地の利からこの町は貿易が盛んで、織物、フスティアン織り、染色、絹刺繍などのツンフトが形成された。土地、家、税などが記録された城伯家の目録から推計すると、1398年にはクルムバッハに1,500人から2,000人ほどの人口があった。領主の家宰、市長、有力市民から成る議会によって運営されていた。
1363年の侯爵特権および1415年の選帝侯権とブランデンブルク辺境伯領の付与を承けて、フランケン地方のホーエンツォレルン家支配地は「ブランデンブルク＝クルムバッハ」と改名された。1411年から1529年までクルムバッハの家宰（フリードリヒ・ゼッセルマン、ジギスムント・ツェーラー及びゼバスティアン・シュトゥプリンガー）は、ブランデンブルク辺境伯領の統治の最高位の地位を保った。
1430年1月31日にはフス派が町に火をつけ略奪を行った。手ひどく破壊された町を復興する時、ペテロ教会もネオゴシック様式で再建され、アンスバッハ辺境伯ゲオルク（アルブレヒト・アルキビアデスの叔父、後見人）の治下、1528年に福音派の礼拝が認められた。
成人して単独統治者となったアルブレヒト・アルキビアデスは彼の支配下にある全フランケン所領を合併させフランケン公国を創設した。これにより、彼はバンベルクおよびヴュルツブルク司教を敵に回し、帝国都市ニュルンベルクも彼らと同盟して抵抗した。ブンデスシュテンディッシェン戦争（第二次辺境伯戦争）と呼ばれるこの戦いで、1553年11月26日、クルムバッハはコンラディターク同盟軍（聖人コンラート・フォン・コンスタンツにちなんで命名された）に占領され、略奪を受けた。1554年10月21日には、敵の占領に耐えてきたプラッセンブルク城も火災に巻き込まれ、破壊されてしまった。この戦いの様子は、錫人形博物館にジオラマで再現されている。

## 行政

### 上級市長
- 1946年-1959年: ゲオルク・ハーゲン (Georg Hagen, SPD)
- 1959年-1970年: ヴィルヘルム・ムルマン (Wilhelm Murrmann, FWG)
- 1970年-1994年: エーリッヒ・シュタムベルガー (Dr. Erich Stammberger, Wählergemeinschaft Kulmbach)
- 1994年-2007年: インゲ・アウレス (Inge Aures, SPD)
- 2007年-2020年: ヘンリーシュラム (Henry Schramm, CSU)
- 2020年- : インゴ・レーマン (Ingo Lehmann, SPD)

### 友好都市
- ブルサ （トルコ） 1998年
- キルマーノック （Kilmarnock, スコットランド） 1974年
- リューネブルク （ニーダーザクセン州） 1967年
- ルーゴ （イタリア） 1974年
- ルスト （Rust, オーストリア） 1981年
- ザールフェルト （テューリンゲン州） 1988年

## 余暇、文化、見所
- ATS Kulmbach 1861は、バイエルン州で最も古く、最大のスポーツクラブである。
- Kulmbacher Flugplatz EDQK（クルムバッハ飛行クラブ）

### 博物館
- ドイツ錫博物館プラッセンブルク

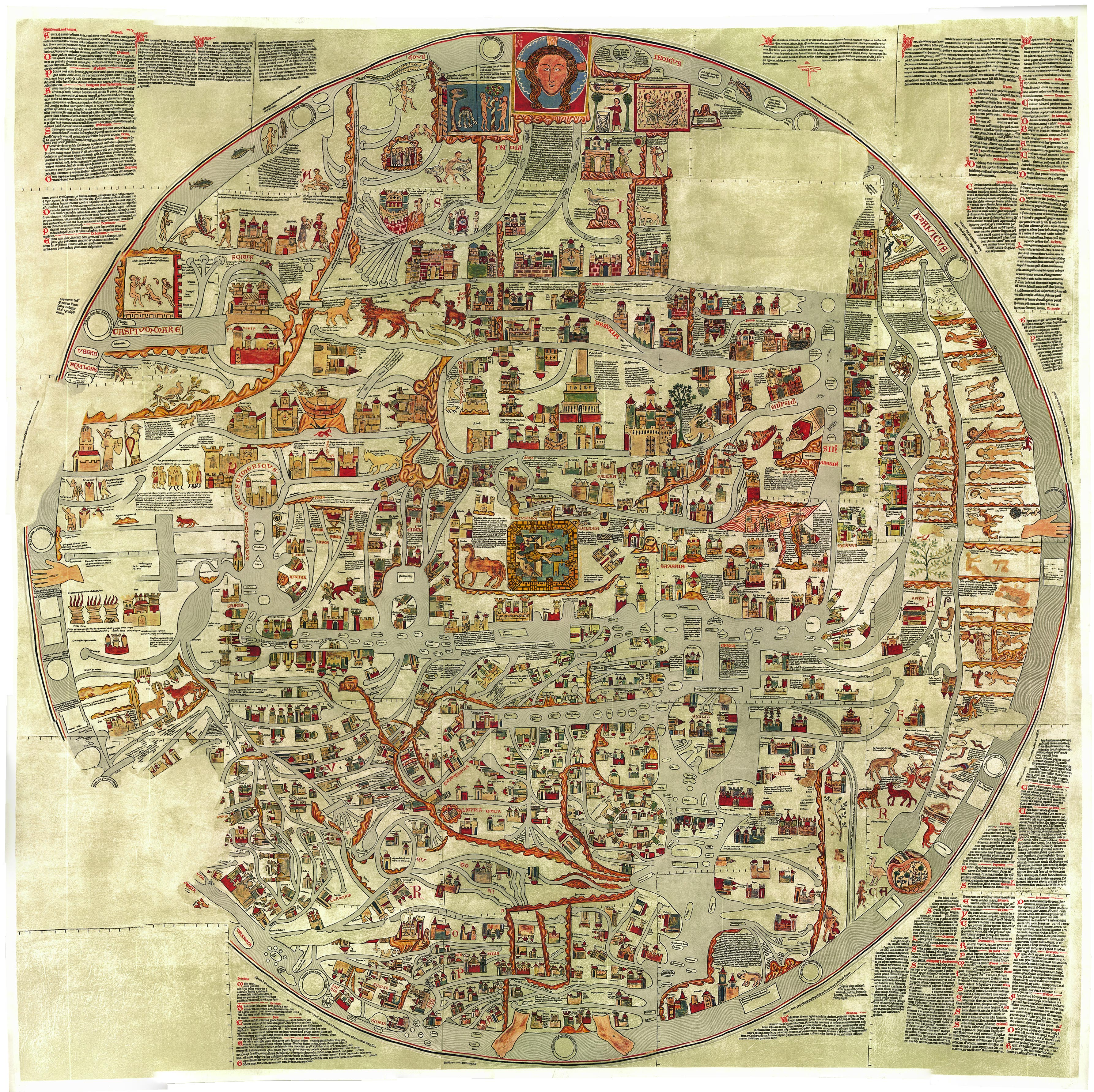
エプシュトルファーの世界地図

- プラッセンブルク州立博物館（以下の博物館を含む）— エプシュトルファーの世界地図のレプリカ、1553年のクルムバッハの破壊と復興のコーナー、かつての宮廷都市の復元模型など。1912年に建設工事で再発見された、金銀食器で財をなした裕福な商人グッテート家が三十年戦争の際に埋蔵秘匿した財宝。
  - フリードリヒ大王武器博物館
  - オーバーマイン地方博物館
- バートハウスはドイツに8つある研究用の中世温泉施設の1つ。温泉室、更衣室、休憩室、前室、暖房室が修復されており、中世の習慣を偲ぶことが出来る。上階は、オープン・ギャラリーになっており、この地方の若い芸術家たちに利用されている。
- バイエルン・ビール醸造博物館 - クルムバッハのメンヒスホーフ地区では、600年以上前からビールが造られている。かつてのメンヒスホーフ・ビール醸造所の施設を使って広いビア・ガーデンを併設した博物館が作られている。種々のジオラマや歴史的な機械、ボトル、食器類がバイエルンのビール造りの歴史を語る。博物館はガラス張りの小規模なビール醸造所となっており、ゲストには見学の後に博物館ビールが1杯（200cc）振る舞われる。パンとビールの密接なつながりから、パン博物館も併設されている[4]。

### 建造物

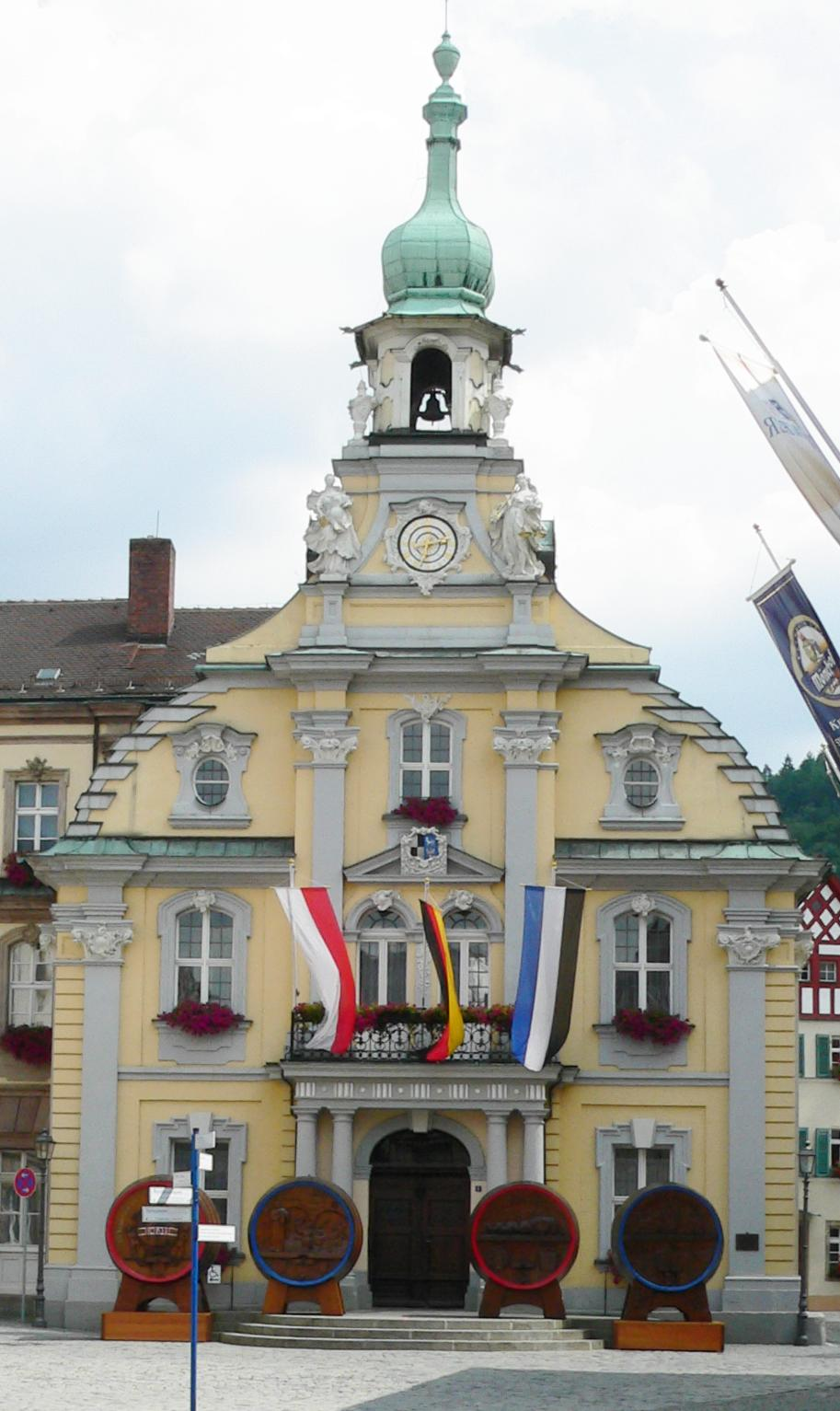
ビール祭の飾り付けがなされたクルムバッハの市庁舎

- プラッセンブルク城は、ルネサンス様式の城郭施設としてはドイツでも最大級の施設の1つである。「白い女」伝説（次項参照）の起源になった場所でもある。
- クルムバッハの市庁舎は1752年に建てられた。ロココ様式のファサードのデザインは、バイロイトの宮廷建築家ヨゼフ・サン＝ピエーレによる。これ以前の旧市庁舎は、1500年から1530年の間に建てられ、ブンデスシュテンディッシェン戦争によって破壊された。
- バートハウスは1398年に初めて文献に登場する。研究・修復され、現在はギャラリーとして用いられている。
- 白の塔は14世紀に市壁の防衛施設として建設された。隣のビュルガーロッホ塔とともに二重の塔を有する市門を形成していた。現在の外観になったのは17世紀になってからである。この塔は、19世紀までは債務者拘置所として利用されていた
- ルイトポルトの泉は建築家マルティン・デュフラーの構想に基づいて1898年に作られた。
- 赤の塔は、1300年頃に建設されたかつての都市防衛施設の一部である。注目すべきは長く尾を引いた尖塔型の屋根である。
- ペテロ教会は、かつての防衛教会で、その創建は不明である。この教会の塔は砲台として利用されていたが、後に尖塔型の屋根が作られた。フス戦争後の1439年後期ゴシック様式のホール式教会に改築された。1878年から1880年に内装はネオゴシック様式で仕上げられた。注目すべきは多くの貴重な絵画と、ブレンクとシュレードルンの祭壇である。この教会は、ホーエンツォレルン家の領主の墓所教会でもある。
- 施療教会は、現在の市民病院横に、中世のエリザベーテンシュピタールとして礼拝堂とともに建設され、1738年以降辺境伯教会に転用された。
- レオンハルト・ディエンツェンホーファーのランクハイマー管区庁舎は17世紀に建設された。この建物は現在、新しいメディアに関するアカデミーや薬品技術に関する職業専門学校として用いられている。
- 14世紀に建造されたハイリンクシュヴェルト塔は、市の防御施設である射撃用塹壕横にある避難用の塔であった。

### 「白い女」伝説
オーラミュンデ家最後のプラッセン城主オットー6世の妻クニグンデは、夫の死後、ニュルンベルク城伯アルブレヒトに恋をし、再婚を申し込んだ。アルブレヒトはこれに対して、「2対の目が結婚を妨げている」と応えた。クニグンデは、「2対の目」とは前夫との間に生まれた3歳の息子と2歳の娘のことに違いないと思いこみ、子供2人を殺害してしまった。彼女はニュルンベルクへ行き、「2人の子供は病気で亡くなった。妨げる者はもういない。」と彼に告げた。しかしアルブレヒトは、「妨げているのは自分の両親で、親の反対を押し切ってまで結婚するつもりはない」とクニグンデの申し出を断った。クニグンデは、絶望し、女子修道院に入るが、間もなく亡くなった。しかし亡くなった後も、悔恨のあまり、その魂は自ら子供を殺めたプラッセンブルク城に舞い戻り、城の中を歩き回った。この時彼女の霊は白い服の女として現れたため「白い女」の伝説として語り継がれた。
この話には後日譚がある。ブランデンブルク辺境伯時代のある城主が白い女に遭遇し、斬りつけた。翌朝、現場の中庭に家来が1人、斬られて死んでいた。この家来は、城主の傲慢さをいさめようと、白い女に扮して驚かせ、城主が怯えたところで語り諭そうと考えたのだという。この他にプラッセンブルク城の記録には白い女が現れたと記録が複数回遺されている。

## 人物

### 出身者
- ハンス・ゾイス（またはハンス・フォン・クルムバッハ、1480年頃 - 1522年）アルブレヒト・デューラー門下の画家、版画家
- ジークムント・テオフィル・シュターデン（1607年 - 1655年）作曲家、オルガニスト。
- ハンス・ヴィルスドルフ （1881年3月22日 - 1960年7月6日）実業家、ロレックスの創始者

## 名産品
オーバーフランケンの特産であるクルムバッヒャー・ブラートヴルスト（クルムバッハ風ソーセージ）は、子牛肉を多めに混ぜた良質の豚挽肉からできており、アニス・シュトレンを添えることで、最も味が引き立つと言われている。クルムバッヒャー・ブラウエライ株式会社（クルムバッハ・ビール醸造所）で製造されるシュタルクビーアEKU28（このビールは長年、世界で最も強いビールとされている）も市境を越えて広く知られている。

## 引用
1. ↑  https://www.statistikdaten.bayern.de/genesis/online?operation=result&code=12411-003r&leerzeilen=false&language=de Genesis-Online-Datenbank des Bayerischen Landesamtes für Statistik Tabelle 12411-003r Fortschreibung des Bevölkerungsstandes: Gemeinden, Stichtag (Einwohnerzahlen auf Grundlage des Zensus 2011)
2. ↑  Max Mangold, ed (2005). Duden, Aussprachewörterbuch (6 ed.). Dudenverl. p. 490. ISBN 978-3-411-04066-7
3. ↑  Bayerische Landesbibliothek Online
4. ↑  森本智子『ドイツパン大全』誠文堂新光社、2017年、215頁。ISBN 978-4-416-51731-4。

### 日本語版参考資料
- 阿部謹也、若月伸一、沖島博美　「ドイツ〜チェコ古城街道」（1997年、新潮社）ISBN 4106020610